# Gunung Abong Abong (berg i Indonesien, lat 4,47, long 96,70)
Gunung Abong Abong är ett berg i Indonesien.   Det ligger i provinsen Aceh, i den västra delen av landet, 1 600 km nordväst om huvudstaden Jakarta. Toppen på Gunung Abong Abong är 1 802 meter över havet, eller 75 meter över den omgivande terrängen. Bredden vid basen är 1,3 km.
Terrängen runt Gunung Abong Abong är huvudsakligen kuperad.Runt Gunung Abong Abong är det ganska glesbefolkat, med 42 invånare per kvadratkilometer. I omgivningarna runt Gunung Abong Abong växer i huvudsak städsegrön lövskog.